# معادلة تفاضلية جزئية

في الرياضيات، المعادلة التفاضلية الجزئية هي نوع من المعادلات التفاضلية، أو علاقة تتضمن تابعا أو توابع مجهولة لها عدة متحولات مستقلة بالإضافة إلى المشتقات الجزئية لهذه المتحولات.
تستخدم المعادلات التفاضلية الجزئية لصياغة وحل المسائل التي تتعلق بتوابع ذات عدة متحولات مثل تلك الموجودة في الصوت والحرارة والكهرباء الساكنة وتدفق الموائع والمرونة وغيرها، حيث أنه من الممكن التعبير عن ظواهر فيزيائية مختلفة باستخدام معادلات رياضية متشابهة الصيغة.

## صيغة
تعطى أحد أبسط المعادلات التفاضلية الجزئية بالشكل:
{\displaystyle {\frac {\partial }{\partial x}}u(x,y)=0\,.}
حيث توضح العلاقة أن ( u(x,y هو تابع مستقل بالنسبة لـx. ويكون الحل العام لهذه المعادلة على الشكل:
{\displaystyle u(x,y)=f(y),\,}
حيث f هو تابع ما للمتحول y. والمعادلة التفاضلية العادية التالية:
{\displaystyle {\frac {du}{dx}}=0\,}
لها الحل بالشكل
{\displaystyle u(x)=c,\,}
حيث c هو ثابت مستقل عن x.

## التصنيف

### درجة المعادلة التفاضلية الجزئية
تحدد بدرجة أعلي مشتقه موجوده في المعادلة.
مثال:
{\displaystyle {\frac {\partial }{\partial x}}u(x,y)=0\,}
تعتبر من الدرجة الأولي بينما
{\displaystyle {\frac {\partial ^{2}}{\partial x^{2}}}u(x,y)=0\,}
تعتبر من الدرجة الثانية.

### المعادلات التفاضلية الجزئية الخطية وغير الخطية
تعتبر المعادلة التفاضلية الجزئية خطيه إذا كانت خطيه في كل المشتقات في المعادلة.
مثال:
{\displaystyle A{\frac {\partial }{\partial x}}u+B{\frac {\partial }{\partial y}}u+C{\frac {\partial ^{2}}{\partial y\partial x}}u=0\,}
وتعتبر غير خطيه إذا كانت غير خطيه في مشتقه واحده أو أكثر.
مثال:
{\displaystyle A({\frac {\partial }{\partial x}}u)^{2}+B{\frac {\partial }{\partial y}}u+C{\sqrt {{\frac {\partial ^{2}}{\partial y\partial x}}u}}=0\,}

### التصنيف طبقا لطبيعة المعادلة
يمكن تصنيف المعادلة الخطية التي صيغتها:
{\displaystyle Au_{xx}+Bu_{xy}+Cu_{yy}+Du_{x}+Eu_{y}+Cu=0\,}
حسب قيمة المميز ({\displaystyle B^{2}-AC}) إلي ثلاثة أنواع:
- {\displaystyle B^{2}-AC<0}:معادلة بيضاوية.
- {\displaystyle B^{2}-AC=0}:معادلة قطعي مكافئ.
- {\displaystyle B^{2}-AC>0}:معادلة قطعيه.

## طرق تحليلية من أجل حل المعادلات التفاضلية الجزئية

### تغيير المتغيرات
انظر معادلة بلاك-شولز مثالا.

### طريقة زمر لي
انظر إلى زمرة لي.

## طرق عددية من أجل حل المعادلات التفاضلية الجزئية

### طريقة العناصر المنتهية
هي تقنية عددية تمكن من ايجاد حلول تقريبية لمعادلات تفاضلية جزئية,
```
وأيضا المعادلات التكاملية.
```